# 林希菜
林 希菜（はやし きな、2001年7月14日 - ）は、日本の女子競泳選手。大阪府出身。

## 経歴
大阪市立天下茶屋中学校・近畿大学附属高等学校出身、同志社大学在学中。
2019年、全国高等学校総合体育大会水泳競技大会の200mバタフライで優勝。
2022年国際大会代表選考会の200mバタフライで派遣記録を切って優勝し、2022年世界水泳選手権の代表に内定した。

## 主な実績
- 2016年全国中学　100mバタフライ6位(1:02.68)[2]　200mバタフライ2位(2:12.91)[6]
- 2019年インターハイ　100mバタフライ3位(1:00.35)[7]　200mバタフライ優勝(2:10.76)[3]
- 2021年インカレ　100mバタフライ5位(59.36)[4]　200mバタフライ優勝(2:06.91)[8]